# خاش‌دره
خاش‌دره (به لاتین: Khash Darreh) یک منطقهٔ مسکونی در افغانستان است که در ولسوالی خاش واقع شده‌است. خاش‌دره ۲٬۰۳۸ متر بالاتر از سطح دریا واقع شده‌است.